# Porphyrinia egestosa
Porphyrinia egestosa là một loài bướm đêm trong họ Noctuidae.